# Serov

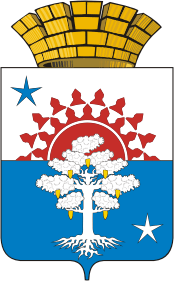
Stadens vapen.

Serov (ryska Серо́в) är en stad i Sverdlovsk oblast i Ryssland. Folkmängden uppgick till 98 041 invånare i början av 2015, med totalt 106 775 invånare inklusive en liten del landsbygd som administreras av staden.